# Cassie Ainsworth
Cassie Ainsworth es un personaje ficticio creado para la serie de televisión Skins por Bryan Elsley y Jamie Brittain.

## Descripción del personaje
Cassie es una chica solitaria y excéntrica, de amigos ausentes y despreocupados, víctima de un trastorno a su pasado y diversos problemas psicológicos producidos por los factores que la modifican día a día, que incluyen una baja autoestima ocultada bajo una falsa positividad y alegría constantes, ideas suicidas y adicción a las drogas. Además de sufrir anorexia.

## Primera temporada
Al principio de la temporada, Tony le promete a su mejor amigo Sid que va a perder su virginidad con una chica en una fiesta. Michelle decide que Cassie va a ser la chica con la que Sid pierda su virginidad. Después de que lleguen a la fiesta, Cassie no tiene ningún problema con el plan de Michelle y Tony, pero Sid decide no hacerlo.
A lo largo de toda la temporada, se enamora de Sid, aunque él no le preste la más mínima atención. Cassie acude a una clínica para que la ayuden con sus problemas alimenticios, pero sigue sin comer. Sus padres no le prestan atención después de tener a su segundo hijo. Después de varios intentos en vano para gustarle a Sid, intenta suicidarse, pero logran rescatarla justo antes de que ocurriera. Tras ello, Jal le hace ver a Sid lo injusto que estaba siendo con Cassie y él intenta empezar una relación con ella, pero Cassie ingresa en un centro de rehabilitación.
Al final de la temporada, ella y su compañera de cuarto se fugan de la clínica y Tony trata de convencerla de que le dé una oportunidad a Sid. Sid y Cassie se reencuentran y parecen comenzar una relación.

## Segunda temporada
En la segunda temporada, Sid y Cassie tienen una relación a larga distancia, que finaliza cuando Sid piensa que Cassie lo estaba engañando con otra persona, aunque esto era completamente falso. Tras la muerte del padre de Sid, él viaja a Escocia para visitar a Cassie y ella viaja simultáneamente a Bristol para visitar a Sid. Como Sid no la encuentra en Escocia, establece una corta relación con Michelle. Al enterarse del engaño, Cassie se vuelve extremadamente promiscua. Se va a vivir con Chris, aumentando la tensión entre él y su novia Jal. En el episodio "Effy", ella ayuda a Cassie y a Sid a que superen sus problemas, obligando a Sid a enfrentarla sobre su promiscuidad y a pedirle disculpas por haberla engañado con Michelle.
Después, sigue viviendo con Chris manteniendo una gran amistad, pero tras verlo morir en sus brazos debido a dos hemorragias subaracnoideas queda totalmente paralizada y huye a Nueva York. Ahí conoce a Adam, un joven fotógrafo que le brinda asilo. Una mañana, Cassie se encuentra con una carta de Adam al despertar en la que le dice que ha salido por un tiempo a tomar fotos y que se quedara el tiempo que quisiera, lo cual la lastima más aún ya que ella creía haber encontrado una especie de refugio en Adam y Nueva York. Posteriormente, consigue trabajo en un restaurante como camarera.
Al mismo tiempo, en Bristol, Tony le regala un boleto a Sid para que vaya a buscarla.
En la última escena de la segunda temporada se ve a Sid buscándola por toda Nueva York. Termina cuando él se para justo afuera del restaurante donde ella trabaja mientras, al parecer, pierde todas las esperanzas de encontrarla.

## Séptima temporada
Después de 5 años viviendo en Nueva York, se separa de Sid y Cassie decide residir de nuevo en Londres, ahora trabaja en una cafetería y vive en una casa de alquiler, los primeros días van bien, poco a poco nota que alguien la fotografía sin permiso. Unos días después descubre que quien le sigue es Jakob (Olly Alexander), su compañero de trabajo, finalmente estos se hacen amigos y Cassie acepta que le siga tomando fotos y subirlas a internet.
En el siguiente capítulo Cassie y Jakob van a Irlanda a visitar a su padre y a su hermano menor. Cassie descubre que su padre es alcohólico y que no se puede hacer cargo de Reuben económicamente. Cuando Cassie regresa a Londres un famoso fotógrafo llamado Angel Galip le ofrece posar para revistas a cambio de 4000 libras por cada foto, ella acepta. Al enterarse Jakob de lo sucedido, la insulta, la agrede y dejan de ser amigos. Al suceder todo esto, Cassie decide renunciar en la cafetería, pero al iniciar una relación con Yaniv (Daniel Ben Zenou) casi la convence de quedarse, hasta que Yaniv y Jakob tienen un altercado porque este último le mandó un mensaje grosero con una foto de Cassie y Yaniv.
El capítulo finaliza cuando el hermano pequeño de Cassie se va a vivir con ella, decisión tomada porque su padre planeaba llevárselo a Italia. En la escena final, ella lleva a su hermanito a su lugar de trabajo para que su compañera le haga un corte de pelo; el capítulo y la historia de Cassie termina con un diálogo entre ella y su hermano, donde este último le pregunta: "¿Está todo bien?" ante lo cual Cassie le sonríe y le responde "Todo está bien", su hermano le sonríe y repite la respuesta de Cassie. La escena termina con una sonrisa entre ambos, poniendo fin a las aventuras de Cassie en Skins.